# Bustrup (Sydslesvig)
 For alternative betydninger, se Bustrup (flertydig). (Se også artikler, som begynder med Bustrup)
Bustrup (dansk) eller Busdorf (tysk) er en landsby og kommune beliggende syd for Slesvig by i Sydslesvig. Administrativt hører kommunen under Slesvig-Flensborg kreds i den nordtyske delstat Slesvig-Holsten. Kommunen samarbejder med nabokommunerne i Haddeby kommunefællesskab (Amt Haddeby). I kirkelig henseende hører kommunen Haddeby Sogn. Sognet lå i den danske tid indtil 1864 i Arns Herred (Gottorp Amt, Sønderjylland).

## Geografi
Bustrup er beliggende mellem Bustrupdam i vest, Slien i nord og Haddeby Nor (Hedeby Nor) i øst. Den grænser i nordvest umiddelbart til Slesvig-bydelen Frederiksberg (Kratbjerg), i øst til Farup (Fartorp). Grænsen til Slesvig blev op til 1957/1961 markeret gennem Odderkulen.

## Historie
Stednavnet Bustrup dukker første gang op i skriftlige kilder i 1299. Stednavnet er afledt af mandsnavn Bure eller måske til by (her det nærliggende Hedeby).
Kommunens største seværdigheder er vikingebyen Hedeby, grænsevolden Dannevirke og den i 1857 fundne Skardesten. Runestenen er nu opstillet på Vikingemuseum Hedeby. Tæt på landsbyen ligger også gravhøjerne Danhøjene (også Tvebjerge). Bustrups byvåben viser stenen sammen med de to sønderjyske løver på blå baggrund.
Byens kirke ligger lidt udenfor byen ved Haddeby Nor. Haddeby Kirke er opført omkring år 1200 i romansk stil, og er viet til Apostlen Andreas. Kirken skal være opført på fundamenterne af den første danske kirke, Ansgar oprettede i 876 i Hedeby.
Slaget ved Slesvig i 1848 fandt sted i nærheden af Bustrup.

## Kendte
- Anke Spoorendonk (født 1947 i Bustrup), dansk-sydslesvigsk politiker